# ゲオルク・シュタール
ゲオルク・エルンスト・シュタール（独: Georg Ernst Stahl, 1659年10月22日 - 1734年5月14日）は、ドイツの化学者・医師である。

## 経歴
アンスバッハ生まれ。イェーナ大学で医学を学び1683年卒業。1687年、ザクセン＝ヴァイマル伯ヨハン・エルンスト3世(en）の侍医となる。1694年から1716年までハレ大学の医学部教授を務め、その後ベルリンでプロイセン王フリードリヒ・ヴィルヘルム1世の侍医となった。ベルリンで死去。
あらゆる可燃性物質の中には「燃える土」という元素が含まれ、燃焼はこれが他の物質と分離する現象である（フロギストン説）ということを提唱したが、これはヨハン・ベッヒャーの持論を発展させたものである。フロギストン説は後にアントワーヌ・ラヴォアジエが間違いだということを証明した。また、発酵に関しては約1世紀半後ユストゥス・フォン・リービッヒが展開したのと同様の説を唱えた。医学においては、ヘルマン・ブールハーフェらの唯物論的立場に対して、アニミズム的体系を公言した。
また生気論を唱え、生気によってしか無機物を有機物に合成できないとした。
彼の著作で重要なものとしてフロギストン説を展開している Zymotechnia fundamentalis sive fermentalionis theoria generalis (1697) がある。他にSpecimen Becherianum (1702)、Experimenta, observationes, aniniadversiones ... chymicae et physicae (1731)、Theoria medica vera (1707)、Ars sanandi cum expectalione (1730) などの著作がある。